# Новоалексеевка (Миякинский район)
Новоалексеевка (баш. Яңы Алексеевка) — деревня в Миякинском районе Республики Башкортостан Российской Федерации. Входит в состав Миякибашевского сельсовета. 

## География

### Географическое положение
Расстояние до:
- районного центра (Киргиз-Мияки): 15 км
- центра сельсовета (Анясево): 8 км,
- ближайшей ж/д станции (Аксёново): 55 км.

## Население
| 2002 | 2009 | 2010 |
| ---- | ---- | ---- |
| 15   | ↘7   | ↗8   |

Национальный состав
Согласно переписи 2002 года, преобладающая национальность — русские (93 %).